# Małgorzata Karpińska-Krakowiak
Małgorzata Karpińska-Krakowiak – polska ekonomistka, dr hab. nauk społecznych, profesor uczelni na Wydziale Studiów Międzynarodowych i Politologicznych Uniwersytetu Łódzkiego.

## Życiorys
W 2004 ukończyła 5-letnie studia magisterskich na Wydziale Studiów Międzynarodowych i Politologicznych Uniwersytetu Łódzkiego (specjalność – euromarketing). 14 czerwca 2010 obroniła pracę doktorską Uwarunkowania transferu wizerunku marki w sponsoringu wydarzeń kulturalnych, 16 grudnia 2019 habilitowała się na podstawie pracy zatytułowanej Kapitał marki w mediach społecznościowych - perspektywa konsumenta. Objęła funkcję profesora uczelni na Wydziale Studiów Międzynarodowych i Politologicznych Uniwersytetu Łódzkiego.